# Chuck Jones (ultra-trail)
Pour les articles homonymes, voir Chuck Jones (homonymie) et Jones.
Chuck Jones, officiellement Charles Jones, est un athlète américain né en 1959. Spécialiste de l'ultra-trail, il a remporté la Western States Endurance Run et la Wasatch Front 100 Mile Endurance Run en 1986 ainsi que l'ultramarathon de Badwater en 1988.

## Biographie
Chuck Jones est le treizième d'une famille de quatorze enfants. Son père se suicide alors qu'il a quatre ans et demi.
Il commence à courir des épreuves de 50 miles en 1985, l'année qui précède sa victoire surprise sur la Western States Endurance Run.
En 1988, il aperçoit pendant l'ultramarathon de Badwater, qu'il remporte, un objet volant non identifié au-dessus de la vallée de la Mort et s'évanouit. Attribuant cette mésaventure à une hallucination due à la déshydratation, il cesse de courir des ultra-trails pendant plusieurs années, ne reprenant qu'au milieu des années 1990.

## Résultats
- 1986
  - 1er de la Western States Endurance Run.
  - 2e de la Leadville Trail 100.
  - 1er de la Wasatch Front 100 Mile Endurance Run.

- 1988
  - 1er de l'ultramarathon de Badwater.